# Sam Husseini
Sam Husseini (geboren als Osama  al-Husseini, arabisch أسامة الحسيني, DMG Usāma al-Ḥusainī; geboren 1966) ist ein US-amerikanischer Schriftsteller und politischer Aktivist palästinensischer Herkunft. Er ist Kommunikationsdirektor des Institute for Public Accuracy, einer gemeinnützigen Organisation mit Sitz in Washington, D.C., die progressive Experten als alternative Quellen für Journalisten der Mainstream-Medien fördert. Zuvor arbeitete er beim American-Arab Anti-Discrimination Committee und bei der Medienbeobachtungsgruppe Fairness & Accuracy in Reporting. Husseini hat Artikel für verschiedene Publikationen geschrieben, darunter CounterPunch, The Nation, The Washington Post, USA Today und Salon.

## Frühes Leben
Husseini wurde 1966 als Osama Husseini geboren. Sein Vater war ein palästinensischer Christ aus Tiberias, seine Mutter eine jordanische Christin. Seine Eltern wanderten in die Vereinigten Staaten aus, als er fünf Jahre alt war. Husseini wuchs in Queens, New York City, auf. 1984 wurde er US-amerikanischer Staatsbürger.
Husseini ist Absolvent der Carnegie Mellon University, wo er einen doppelten Bachelorabschluss in Angewandter Mathematik sowie Logik und Informatik erwarb.

## Karriere
Nach seinem Abschluss arbeitete Husseini als Programmierer und Mathematiklehrer. Anschließend begann er bei Fairness & Accuracy in Reporting (FAIR) zu arbeiten, wo er als Nahost-Experte tätig war. Nach dem Bombenanschlag auf das World Trade Center 1993 war er dafür verantwortlich, die Berichterstattung der Medien auf Anzeichen von anti-arabischen und anti-muslimischen Vorurteilen zu überprüfen.
Husseini war zudem Mediendirektor des American-Arab Anti-Discrimination Committee.
Nach seiner Zeit bei FAIR wurde er Kommunikationsdirektor des Institute for Public Accuracy, eine Position, die er seit 1997 innehat. Im Jahr 2020 wurde er als leitender Analyst des Institute for Public Accuracy und als Mitarbeiter von The Nation geführt.
Im Jahr 2000 gründete er die Website VotePact.org, die enttäuschte Demokraten dazu ermutigt, sich mit enttäuschten Republikanern zusammenzuschließen, um für Drittparteien und unabhängige Kandidaten zu stimmen.
2006 gründete Husseini die Website WashingtonStakeout.com, auf der er politische Persönlichkeiten gezielt befragt, wenn sie die Talkshows am Sonntagmorgen verlassen.
Im Jahr 2011 wurde Husseini vom Exekutivdirektor des National Press Club suspendiert, weil er dem saudischen Botschafter in den USA, Turki ibn Faisal, Fragen stellte, die als „tendenziöse Aussagen“ angesehen wurden. Das Ethikkomitee des Clubs hob die Suspendierung später wieder auf. Husseini fragte Prinz ibn Faisal, den ehemaligen Chef des saudischen Geheimdienstes:
Ich möchte wissen, welche Legitimität Ihr Regime hat, Sir. Sie treten hier auf als Vertreter eines der autoritärsten, frauenfeindlichsten Regime der Erde. Berichte von Human Rights Watch und anderen sprechen von Folter und der Inhaftierung von Aktivisten. Sie haben den demokratischen Aufstand in Bahrain unterdrückt, versucht, den Aufstand in Ägypten rückgängig zu machen, und unterdrücken weiterhin Ihr eigenes Volk.
2018 wurde Husseini von der Pressekonferenz des Russland–USA-Gipfels entfernt, noch bevor Donald Trump und Wladimir Putin den Raum betraten, weil er ein Schild mit der Aufschrift „Atomwaffenverbotsvertrag“ hochhielt, das von den russischen Behörden als „bösartiger Gegenstand“ bezeichnet wurde. Ein CBS-News-Reporter erklärte, Husseini habe Reporter „gestört“ und sei von zwei Sicherheitskräften abgeführt worden. Husseini sagte, er habe gehofft, Trump eine Frage zum ersten völkerrechtlich bindenden Vertrag zum Verbot von Atomwaffen mit dem Ziel ihrer vollständigen Abschaffung zu stellen.
Am 16. Januar 2025 wurde Husseini von der letzten Pressekonferenz des US-Außenministers Antony Blinken entfernt, nachdem er Blinkens vorbereitete Rede mit Fragen zur Rolle der USA in der humanitären Krise in Gaza und zur US-Komplizenschaft bei israelischen Kriegsverbrechen im Israel–Hamas-Krieg unterbrochen hatte. Beim Abführen rief Husseini: „Verbrecher! Warum sind Sie nicht in Den Haag?“ Später berichtete er, er sei „hinausgetragen und gefesselt“ worden und habe den Eindruck gehabt, dass das Sicherheitsteam „übermäßige Gewalt“ angewendet habe.

## Schriftliches Wirken
Husseini hat über die Berichterstattung der US-Medien zum Nahostkonflikt geschrieben. 1994 äußerte er die Ansicht, dass die zahlreichen Verurteilungen von General Electric wegen Straftaten das Unternehmen eigentlich von der Vergabe von Rundfunklizenzen ausschließen sollten.
In einem Artikel für Salon im Jahr 2020 schlug Husseini vor, dass der COVID-19-Ausbruch in Wuhan möglicherweise auf ein Biowaffenlabor zurückzuführen sei, welches das Virus in freier Wildbahn entdeckt und anschließend in einem Labor untersucht habe, aus dem das Virus dann entkommen sei. Er argumentierte, dass die Pandemie die Gefahr eines biowissenschaftlichen Wettrüstens offengelegt habe, das in Zukunft zu weiteren Pandemien führen könnte.